# Nafarroa Bai

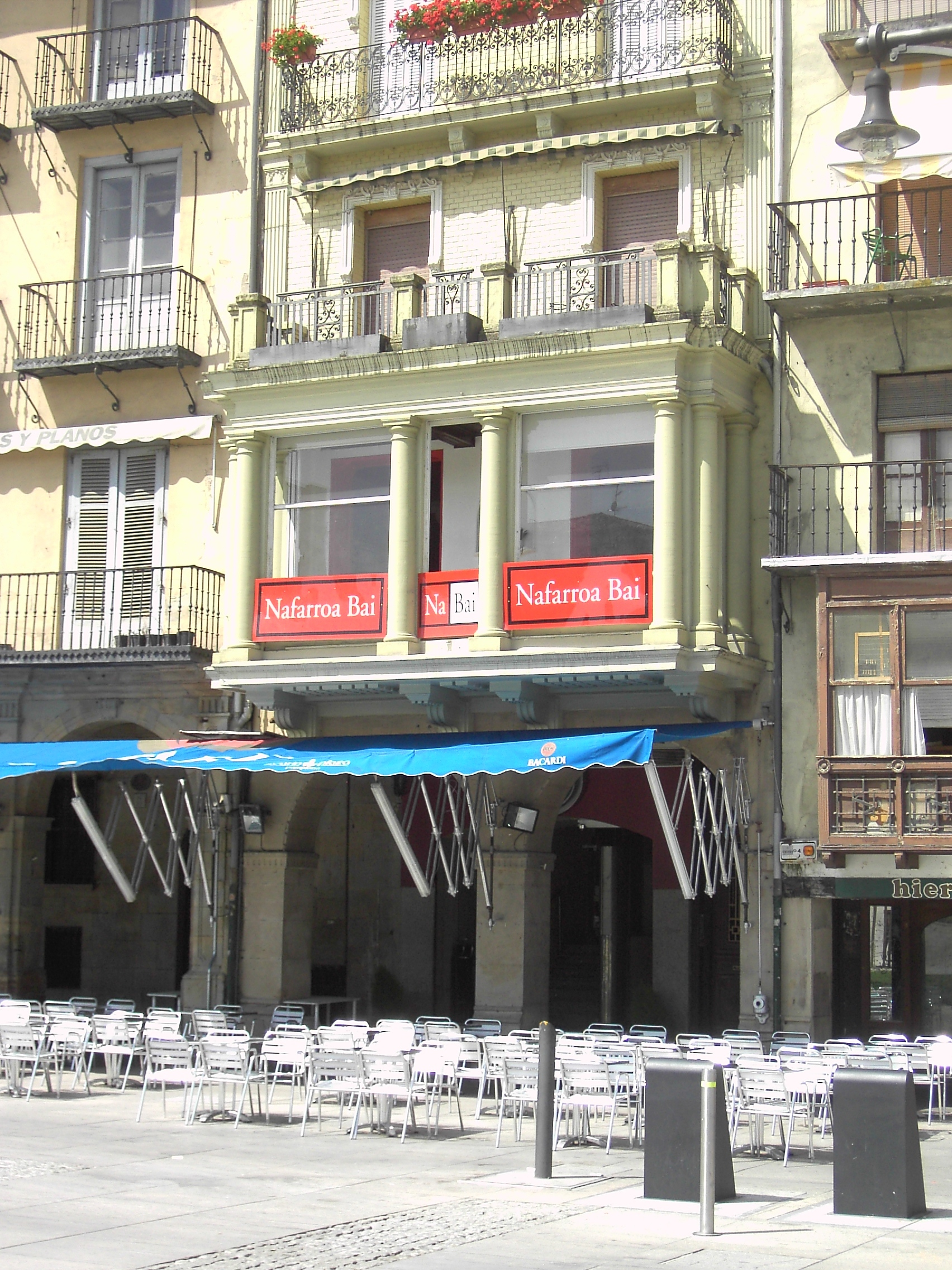
Sede do NaBai na Praça do Castelo, em Pamplona

O Nafarroa Bai (sigla: NaBai) é uma coligação política cujo âmbito de atuação é a Comunidade Foral de Navarra, Espanha. O seu nome significa "Navarra Sim" em basco. A coligação apresentou-se com o nome de Nafarroa Bai 2011 às eleições municipais e regionais (para o Parlamento de Navarra) que decorreram em 2011.
Em meados de 2011 faziam parte da coligação os seguintes partidos: Aralar,
Partido Nacionalista Basco (PNV) e Independentes de Navarra (IN). Além destas forças, até 2011 e desde a sua formação que faziam parte do NaBai o Eusko Alkartasuna (EA) e o Batzarre. O espetro ideológico da coligação ia desde o socialismo (Aralar e Batzarre) e à social-democracia (EA) à democracia cristã (PNV), e do nacionalismo e independentismo basco (Aralar, EA, PNV) ao basquismo (Batzarre e IN).
Em 2011, o Batzarre abandonou o NaBai por entender que as tendências nacionalista começavam a imperar sobre as restantes sensibilidades ideológicas. Na mesma altura, o Eusko Alkartasuna foi excluído devido aos seus acordos estratégicos com a esquerda abertzale serem interpretados como uma intenção do Batasuna de "dinamitar o NaBai".

## Ideologia
O Nafarroa Bai foi fundado com o propósito de representar e defender os interesses da cidadania navarra "basquista", com sensibilidade maioritariamente progressista. Foi formado como uma coligação de partidos e pessoas independentes que, atendendo às declarações programáticas das respetivas formações, conjugaria um espectro ideológico que ia do socialismo do Aralar e Batzarre à democracia cristã do PNV, passando pela social-democracia do EA, compartilhando todas elas um sentimento nacionalista basco ou, pelo menos, basquista.
| “ | O Nafarroa Bai é mais socialista que o próprio PSN-PSOE e mais navarrista que a UPN... No Nafarroa Bai queremos que a cidadania de esquerdas e basquista tenha a sua realidade política representada e no que for possível tentaremos realizar a mudança progressista que prometemos para Navarra. | ” |
|   | — Patxi Zabaleta, porta-voz do NaBai. |   |

## Objetivos
O NaBai aspira agrupar em Navarra o voto basquista e progressista e conseguir uma mudança política nas instituições navarras governadas pelo UPN. Segundo o seu programa, os objetivos da coligação são:
- Defender os traços de identidade e personalidade próprios de Navarra, assim como o direito de poder decidir livremente e democraticamente sobre o seu futuro.

- Garantir a igualdade de direitos básicos de saúde, educação, habitação, cultura, trabalho, recursos e ócio.

- Defender o respeito pelos direitos humanos sem exceção, o fim da violência e dos ataques, os direitos das vítimas.

Para alcançar os seus fins, propôs fazer um pacto com o PSN e a Esquerda Unida de Navarra (NEB-IUN), o que equivaleria a ter a maioria absoluta no Parlamento de Navarra após as eleições autonómicas de 2007.

## História

### Eleições gerais de 2004
O Nafarroa Bai apresentou-se pela primeira vez como coligação nas eleições gerais espanholas de março de 2004. Conseguiu eleger uma deputada, Uxue Barkos, dentre os cinco lugares de Navarra no Congresso dos Deputados.
A votação obtida, 18,04% e 61 045 votos, foi a mais alta alcançada por uma opção basquista em eleições gerais em Navarra até então.

### Eleições regionais e municipais de 2007

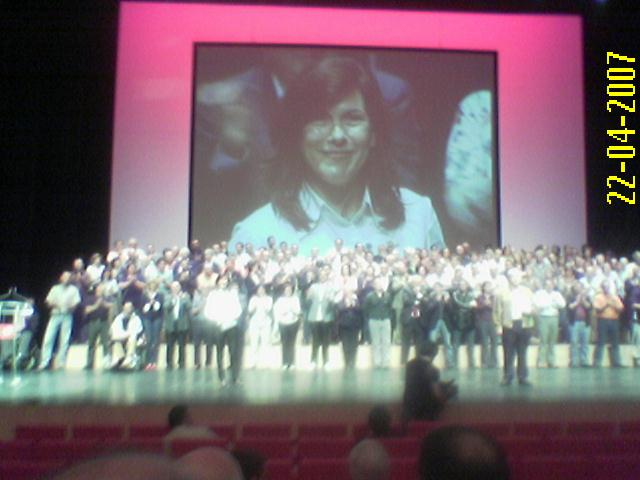
Apresentação dos candidatos do NaBai às eleições municipais de Pamplona de 2007. No écran: Uxue Barkos, cabeça de lista e deputada do parlamento espanhol

Após os resultados de 2004, marcou-se como objetivo estabelecer uma aliança estável como organização política e apresentar-se também às eleições municipais e forais de 2007 em 50 municípios de Navarra. Com este fim, convidou-se formalmente a IUN a participar nas candidaturas, uma opção recusada publicamente pela IUN, que anunciou a sua intenção de apresentar uma lista eleitoral independente, apesar de se mostrar favorável a chegar a acordos com o NaBai na eventualidade de poder formar governo com o PSN-PSOE.
Pela parte do Aralar, o Batasuna foi também convidado a integrar a coligação, mas também este recusou, qualificando a oferta de estratégia eleitoral, pois segundo a esquerda abertzale existia um veto ao Batasuna na coligação, principalmente por parte do PNV.

## Resultados eleitorais
- Eleições gerais espanholas de 2004 — Obtém um dos cinco assentos por Navarra  no Congresso dos Deputados. Uxue Barkos é eleita deputada com 18,04% (61 045) dos votos em Navarra.

- Eleições regionais (autonómicas) de 2007 — Torna-se a segunda força política em Navarra em número de votos (23,7%) e lugares no parlamento regional (12 em 50).

- Eleições municipais de 2007 — Obtém 26,26% dos votos em Pamplona, elegendo 8 dos 27 vereadores, o dobro do que as forças políticas da coligação tinham obtido em separado nas eleições anteriores, de 2003. A coligação elegeu 15 alcaides em 15 municípios de Navarra, 5 deles na área metropolitana de Pamplona. Em alguns casos os cargos de alcaide foram alcançados por via de acordos com o PSN e IU-NEB. Na zona mais setentrional, onde o nacionalismo basco está mais arreigado, os partidos que formam a coligação concorreram em separado; O PNV obteve a vitória num município e o EA em quatro.

- Eleições gerais espanholas de 2008 —  Mantém a terceira posição em Navarra e o lugar obtido em 2004, subindo ligeiramente a percentagem de votos. Uxue Barkos é reeleita com 18,5% dos votos de Navarra,[9]

- Eleições regionais de 2011 — Desce para a terceira posição, elegendo apenas 8 deputados no parlamento regional, menos 4 do que em 2007. Obteve 49 768 votos (15,83%), quase menos 8% que em 2007.

- Eleições municipais de 2011 — Fica em segundo lugar em Pamplona, elegendo 7 vereadores (menos um que em 2007). Teve 22,58% dos votos, cerca de menos 4% do que em 2007. No resto de Navarra, só elegeu 3 alcaides, uma perda de 12 em relação a 2007, e um total de 70 vereadores (-63), 36 262 votos (−16 125), correspondentes a 11,39% (-4,25%).[10]